# 摩納哥填海工程

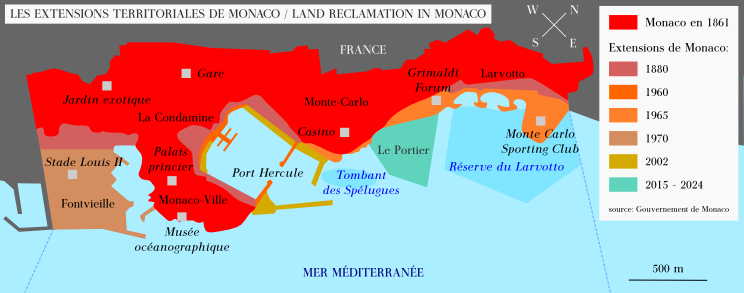
自1861年起摩納哥所開墾的土地面積

摩納哥填海工程（英語：Land reclamation in Monaco）是指摩納哥的填海造地計劃，摩納哥是世界第二小的國家，土地面積只有202公頃（2.02平方公里），其中五分之一的土地都是透過填海得出，可是裡面卻住著超過三萬五的人口數量，因此土地非常緊缺。為了解決土地不足問題，摩納哥自1861年起一直致力填海造地，以增加國土面積解決土地需求。

## 歷史
摩納哥親王兰尼埃三世在即位後，為了試圖進一步發展經濟，改善國家貧困狀況，便展開了一個長期的發展計劃，其中填海造地便是發展所需的主要步驟。
在造地的同時，摩納哥也在沿海地區打造成大型遊船的港口，受到許多富豪青睞。

### 現時計劃

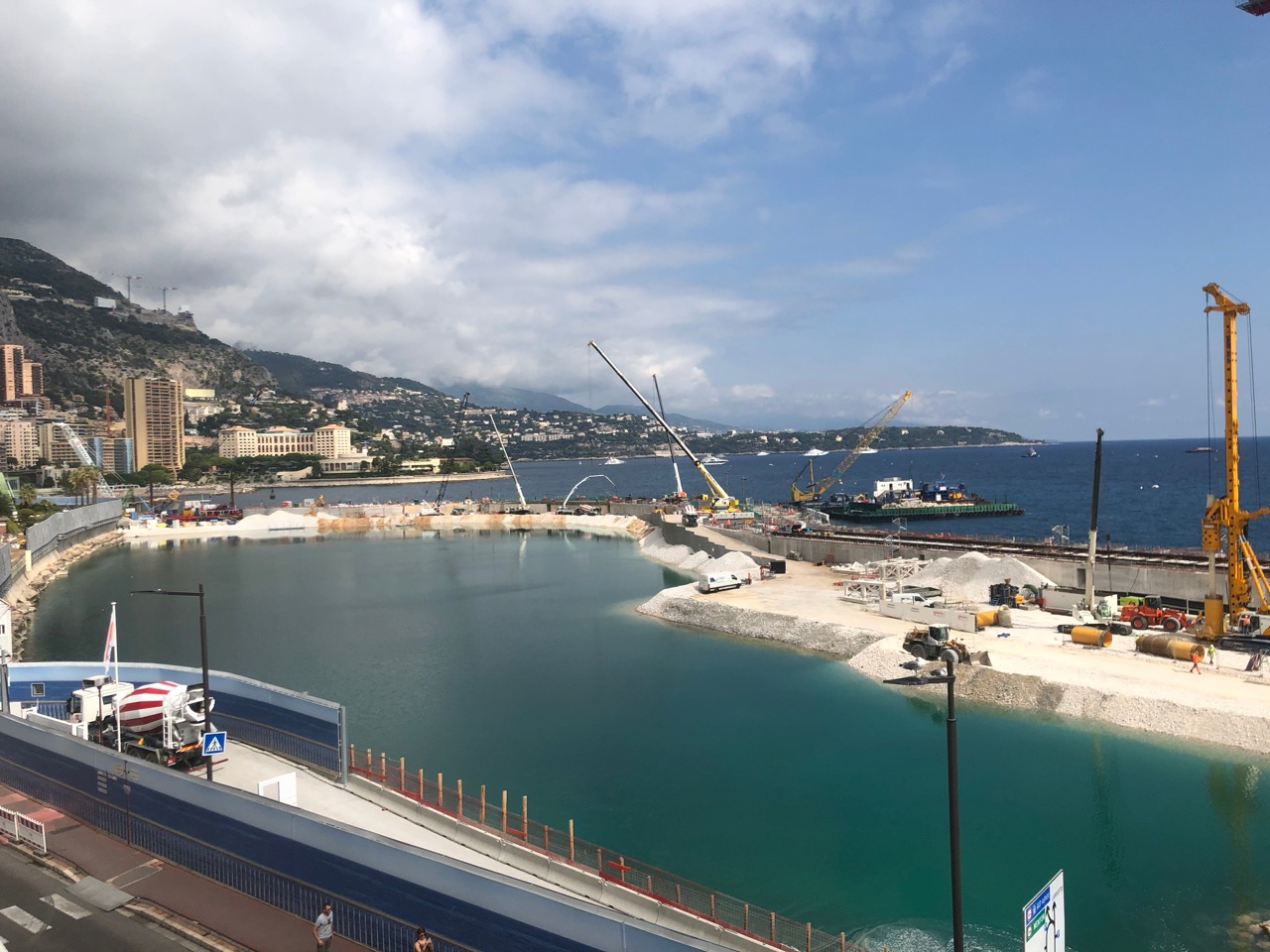
攝於2019年9月的填海工程範圍

2009年，阿尔贝二世提出耗資10億美元開墾更多的土地，打算在地中海打造約五萬平方米（5公頃）的土地，用於興建更多港口和房屋，同時也發展商業。可是由於全球金融危機和環保問題，該項計劃曾一度被暫停。現時計劃已於2010年重新開啟，並正於拉沃托對出進行六公頃大的填海工程，預計將2015至2024年內完成。

#### 環保問題
摩納哥位處法國東南部，地望地中海，其海岸線本身已經非常脆弱，任何進一步的土地開發都將威脅和破壞海岸一帶的生態系統。因此，一直主張推廣環保的阿尔贝二世在填海造地計劃方面非常謹慎，並表示新一個填海計劃必須滿足嚴格的環保標準，以將影響減至最小。

## 資料來源
1. ↑  . 2010-01-04  [2015-09-11]. （原始内容存档于2015-06-04）.
2. ↑  . Independent.ie.   [5 June 2012]. （原始内容存档于2010-03-27）.
3. ↑  . Skyscraper City.   [5 June 2012]. （原始内容存档于2016-03-06）.